# Эйк, Питер ван
Питер ван Эйк (англ. Peter van Eyck, настоящее имя Гёц фон Эйк, нем. Götz von Eick; 16 июля 1911, Штайнвер, Померания, Германская империя, ныне Каменный Яз, гмина Хойна, Польша — 15 июля 1969, Меннедорф близ Цюриха, Швейцария) — американский и германский актёр, наиболее известный ролями в фильмах «Шпион, пришедший с холода», «Шалако» и «Ремагенский мост».

## Биография
Родился в померанской дворянской семье. По завершении школы изучал музыку. В 1931 уехал из Померании, жил в Париже, Лондоне, Тунисе, Алжире и на Кубе, после чего осел в Нью-Йорке. Зарабатывал на жизнь игрой на пианино, писал обзоры, сочинял музыку для кабаре. Работал помощником режиссёра и помощником продюсера у Ирвинга Берлина, занимал пост помощника директора в труппе театра Орсон Уэллса Mercury Theatre.
Затем перебрался в Голливуд, где работал водителем грузовика. С помощью Билли Уайлдера нашёл работу на радио. Затем Уайлдер стал давать ван Эйку небольшие роли в фильмах. В 1943 году принял гражданство США и был призван в армию в чине офицера. В конце войны он вернулся в Германию в качестве офицера контроля для фильма и оставался там до 1948 года работая на посту директора отдела фильмов. В 1949 году сыграл в своём первом германском фильме Hallo, Fräulein!
Международное признание получил сыграв одну из главных ролей в фильме «Плата за страх» (1953 год) режиссёра Анри-Жоржа Клузо. Также снимался в нескольких телесериалах: The Adventures of Ellery Queen и «Альфред Хичкок представляет». В англоязычных фильмах обычно исполнял роли нацистов и прочих несимпатичных личностей. В Германии был популярным актёром, снимаясь в фильмах разных жанров, в том числе в нескольких сериях сериала Doctor Mabuse в 1960-х.
Ван Эйк был женат на американской актрисе Рут Форд в 1940-х, брак не продлился долго. Второй его женой была Ингрид фон Ворис, у супругов были две дочери: Кристина (также ставшая актрисой) и Клаудиа.
Скончался в 1969 году в возрасте 57 лет в Манендорфе, Швейцария от сепсиса, вызванного сравнительно лёгкой раной. Похоронен на кладбище святой Маргариты в кантоне Санкт-Галлен в Швейцарии.

## Избранная фильмография
- Hitler’s Children (1943) — сержант (не указан в титрах)
- The Moon Is Down (1943) — лейтенант Тондер
- Край тьмы (1943) — германский солдат (не указан в титрах)
- Пять гробниц по пути в Каир (1943) — лейтенант Швеглер
- Action in the North Atlantic (1943) — германский энсин (не указан в титрах)
- Hitler's Madman (1943) — сотрудник гестапо (не указан в титрах)
- The Impostor (1944) — Хафнер
- Address Unknown (1944) — Генрих Шульц
- Сопротивление вражескому допросу (1944) — капитан Гранах (не указан в титрах)
- Hello, Fraulein! (1949) — Том Келлер
- Royal Children (1950) — Пауль Кёниг
- Blondes for Export (1950) — Рольф Карсте
- The Orplid Mystery (1950) — Стефан Лунд
- Furioso (1950) — Петер фон Роден
- Third from the Right (1950) — Ренато
- The Desert Fox: The Story of Rommel (1951) — германский офицер (не указан в титрах)
- Au cœur de la Casbah (1952) — Jo
- Плата за страх (1953) — Бимба
- Sailor of the King, также известен как Single-Handed  (1953) — капитан Людвиг фон Фальк k
- Alarm in Morocco (1953) — Говард
- La chair et le diable (1953) — Матиас Вальдес
- Night People (1954) — Capt. Sergei «Petey» Petrochine
- Большая игра (1954) — Fred
- Tarzan's Hidden Jungle (1955) — доктор Celliers
- Пуля для Джои (1955) — Эрик Хартман
- Sophie et le Crime (1955) — Франк Рхетер
- Мистер Аркадин (1955) — Таддеуш
- Jump into Hell (1955) — лейтенант Хейндрих Хельдман
- The Cornet (1955) — монах-писатель
- The Rawhide Years (1956) — Андре Буше
- Run for the Sun (1956) — доктор ван Андерс / полковник фон Андре
- Attack! (1956) — капитан СС
- Burning Fuse (1957) — Педро Вассевич
- Fric-frac en dentelles (1957) — Петер Симон
- Ответный удар (1957) — Эрик Фременже
- The Glass Tower (1957) — Джон Лоуренс
- Tous peuvent me tuer (1957) — Сирил Глэд
- Doctor Crippen Lives (1958) — криминаль-комиссар Леон Ферье
- Rosemary (1958) — Alfons Fribert
- Schmutziger Engel (1958) — Studienrat доктор Торстен Агаст
- Дыхательная трубка (1958) — Пауль Декер
- Schwarze Nylons — Heiße Nächte (1958) — Александр
- Du gehörst mir (1959) — Александр
- Rommel Calls Cairo (1959) — капитан Альмаши
- Lockvogel der Nacht (1959) — Карл Амсел
- The Rest Is Silence (1959) — генерал-директор Пауль Клодиус
- Verbrechen nach Schulschluß (1959) — доктор Книттель
- Labyrinth (1959) — Рон Стивенс
- The Black Chapel (1959) — Роберт Голдер
- Rebel Flight to Cuba (1959) — капитан Пинк Роберти
- Sweetheart of the Gods (1960) — доктор Ханс Симон
- Тысяча глаз доктора Мабузе (1960) — Генри Трэверс
- Foxhole in Cairo (1960) — капитан Альмаши
- В пятницу в половине двенадцатого... (1961) — Эд Блек
- Legge di guerra (1961) — гауптман Лангенау
- La Fête espagnole (1961) — Михаил Георгенко
- Die Stunde, die du glücklich bist (1961) — Бёниш
- Unter Ausschluß der Öffentlichkeit (1961) — обвинитель доктор Роберт Кесслер
- Finden Sie, daß Constanze sich richtig verhält? (1962) — доктор Фред Калондер
- The Devil's Agent (1962) — Георг Дросте Georg Droste
- Самый длинный день (1962) — подполковник Оскер
- The Brain (1962) — доктор Петер Корри
- Station Six-Sahara (1962) — Крамер
- Ostrava (1963) — Петер
- Scotland Yard vs. Dr. Mabuse (1963) — Майор Билл Терн
- Das große Liebesspiel (1963) — шеф
- An Alibi for Death (1963) — Гюнтер Рон
- The Secret of Dr. Mabuse (1964) — майор Боб Андерс
- The River Line (1964) — майор Бартон
- Kidnapped to Mystery Island (1964) — капитан Макферсон
- Шпион, пришедший с холода (1965) — Ганс-Дитер Мундт
- The Dirty Game (1965) — Печаткин
- Die Herren (1965) — полковник — серия 'Die Soldaten'
- Duel at Sundown (1965) — Дон Макгоу
- Living It Up (1966) — Питер фон Кесснер
- Requiem for a Secret Agent (1966) — Оскар Рюбек
- High Season for Spies (1966)— Крамер/ Джек Хаскинс
- L’Homme qui valait des milliards (1967) — Мюллер
- Rose rosse per il führer (1968) — Оберст Керр
- Tevye and His Seven Daughters (1968) — Священник
- Assignment to Kill (1968) — Уолтер Грин
- Шалако (1968) — барон Фредерик фон Халлстатt
- Ремагенский мост (1969) — генерал-оберст фон Брок (последняя роль)